# Hysteria (film)
Hysteria este un film dramatic-thriller german din 2025, scris și regizat de Mehmet Akif Büyükatalay. Avându-l în rol principal pe Devrim Lingnau, filmul urmărește desfășurarea unei producții cinematografice care ia o turnură întunecată atunci când arderea unui exemplar din Coran declanșează haos în rândul echipei de filmare.
Filmul a fost selectat în secțiunea Panorama a Berlinalei și a avut premiera la cea de-a 75-a ediție a Festivalului Internațional de Film de la Berlin pe 15 februarie 2025.

## Rezumat
Acțiunea filmului se desfășoară în haosul unei producții cinematografice care abordează atacurile rasiste din Germania anilor ’90. Tensiunile ating un punct critic atunci când, pe platourile de filmare, un exemplar din Coran este incendiat, iar toate dovezile dispar fără urmă. Copleșită de situație, regizoarea asistentă se vede prinsă într-un labirint de minciuni și versiuni contradictorii, în încercarea de a descoperi adevărul. Producătorul, regizorul și mai mulți actori dintr-un centru de refugiați oferă fiecare propria interpretare a incidentului, complicând și mai mult investigația.

## Distribuție
- Devrim Lingnau în rolul lui Elif
- Aziz Çapkurt în rolul lui Mustafa
- Serkan Kaya în rolul lui Yigit
- Nicolette Krebitz în rolul lui Lilith
- Nazmi Kırık în rolul lui Majid
- Mehdi Meskar ca Said

## Producție
Filmările au început pe 15 decembrie 2022 în locații din Köln și Rüsselsheim, Germania, și s-au încheiat pe 12 aprilie 2023 în Rüsselheim, Köln și Hürth, orașe situate în regiunile Hessa și Renania de Nord-Westfalia.

## Lansare
Filmul Hysteria a avut premiera mondială în secțiunea Panorama a celei de-a 75-a ediții a Festivalului Internațional de Film de la Berlin pe 15 februarie 2025.

## Premii
| Premiu                                        | Dată                                                            | Categorie                                                     | Destinatar              | Rezultat     | Ref.  |
| --------------------------------------------- | --------------------------------------------------------------- | ------------------------------------------------------------- | ----------------------- | ------------ | ----- |
| Festivalul Internațional de Film de la Berlin | a 75-a ediție a Festivalului Internațional de Film de la Berlin | Premiul Publicului Panorama pentru cel mai bun lungmetraj     | Mehmet Akif Büyükatalay | Nominalizare | [ 8 ] |
| Festivalul Internațional de Film de la Berlin | a 75-a ediție a Festivalului Internațional de Film de la Berlin | Premiul Europa Cinemas Label pentru cel mai bun film european | Hysteria                | Câștigat     | [ 9 ] |